# Ardnamurchan
Ne doit pas être confondu avec Point of Ardnamurchan.
Ardnamurchan, en gaélique écossais Àird nam Murchan qui signifie en français « Promontoire des grandes mers », est une péninsule de 130 km2 de superficie située en Écosse, dans le district de Lochaber du Council area de Highland. Il est réputé pour être sauvage et intact. Son éloignement est accentué par le fait que la principale voie d'accès est une route à voie unique sur une grande partie de sa longueur. Le château d'Ardnamuchan remonte au XIIIe siècle et abrite les trésors et l'histoire d'un des plus anciens clans d'Écosse, les MacLeans.

## Géographie
Au sens strict, Ardnamurchan ne couvre que la péninsule au-delà des villages de Salen (au sud) et Acharacle (au nord), mais de nos jours le terme est utilisé beaucoup plus généralement pour inclure les districts voisins de Sunart, Ardgour, Morvern et même Moidart (qui faisait partie de l'ancien comté d'Inverness).
Point of Ardnamurchan, un cap culminant à 36 mètres d'altitude avec son phare, est souvent décrit comme le point le plus occidental de la partie continentale de la Grande-Bretagne, bien que Corrachadh Mòr, un kilomètre plus au sud, se trouve quelques mètres plus à l'ouest.

## Géologie

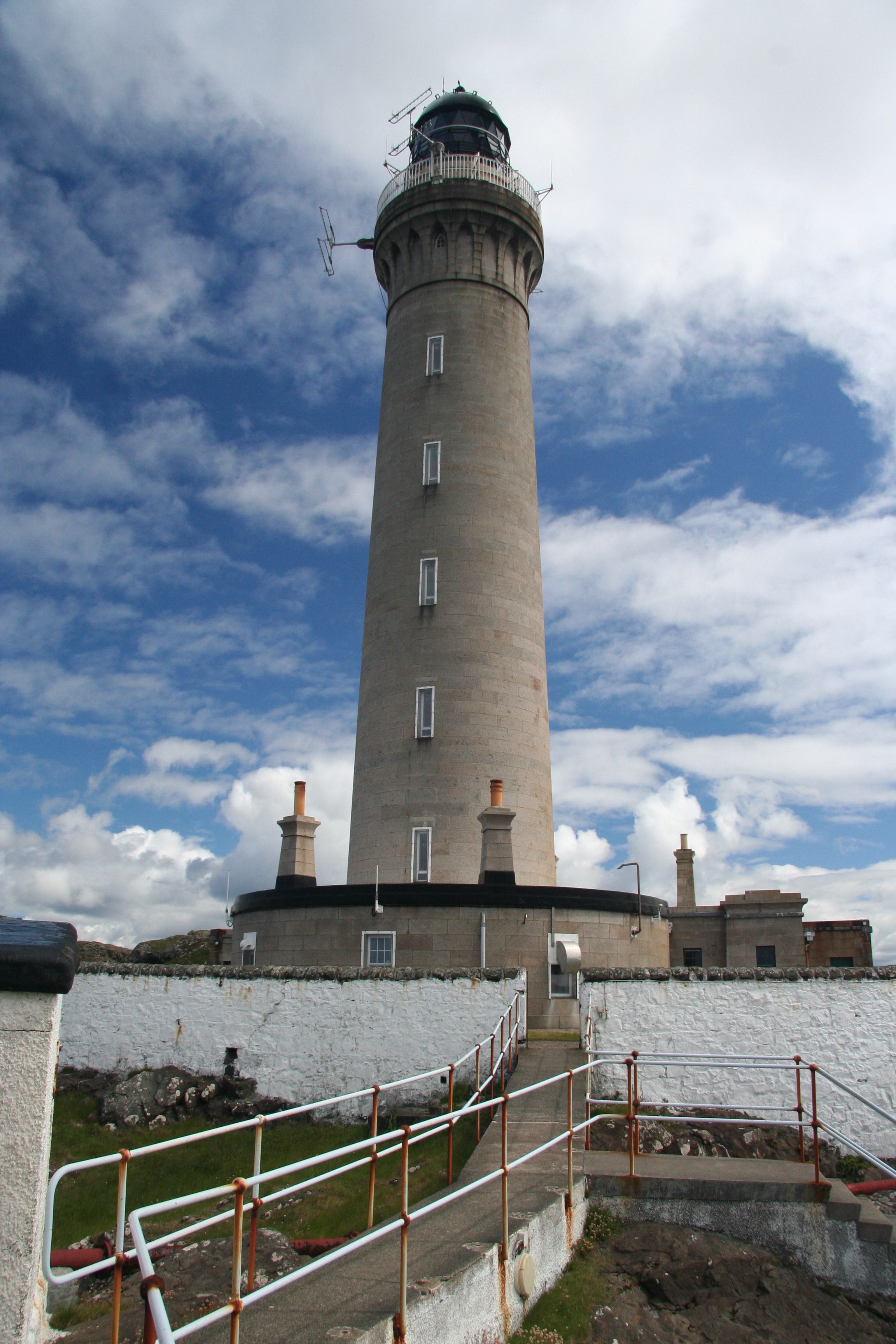
Le phare d'Ardnamurchan Point

Tout le nord-ouest d'Ardnamurchan contient un complexe d'édifices volcaniques, souvent décrit comme une caldeira. Globalement, ce secteur est la structure souterraines d'un complexe volcanique vieux de 55 million d'années (des reliquats de l’appareil effusif contenant les laves remontées à la surface se trouvent dans certaines parties de la péninsule). Au moins sept autres complexes similaires du même ensemble tectonique sont répartis sur la côte ouest de la Grande-Bretagne et sont donc un sujet populaire d'étude de formation géologique de nombreuses universités. On peut voir facilement les anneaux concentriques du complexe volcanique sur les photos satellite ou une carte topographique même s'ils sont moins évidents sur le terrain.

## Histoire
Donaldson assimile Buarblaig (maintenant Bourblaige à environ huit kilomètres à l'est de Kilchoan) avec Muribulg, où les Annales de Tigernach placent une bataille entre les Pictes et les Dalriades en 731. Cela pourrait également être le Muirbole Paradisi mentionné par Adomnan d'Iona.
La tradition veut qu'il y ait eu au moins deux batailles dans les baies entre Gortenfern et Sgeir a'Chaolais, au nord-est de la péninsule. L'une concernerait les Vikings, l'autre pourrait être la bataille en 1297 de Cul na Croise entre les forces d'Édouard Ier d'Angleterre et les insulaires de Roderick of Bute et Lachlan MacRuari of Garmoran. Les restes d'un navire sépulture viking trouvé à Cul na Croise ont été donnés au West Highland Museum à Fort William.

## Divisions administratives
La population de toute la péninsule se situe autour de 2 000 habitants. Après avoir fait partie de l'ancien comté d'Argyll, la péninsule fait maintenant partie de la zone de service de gestion de Lochaber de l'autorité locale de Highland.
Villages d'Ardnamurchan:
- Acharacle (Àth Tharracail)
- Achnaha (Achadh na h-Àtha)
- Glenborrodale
- Glenmore
- Kilchoan (Cille Chòmhghain)
- Kilmory (Cill Mhóire)
- Laga
- Ockle
- Portuairk (Port Uairce)
- Salen (An t-Sàilean)
- Sanna

## Culture

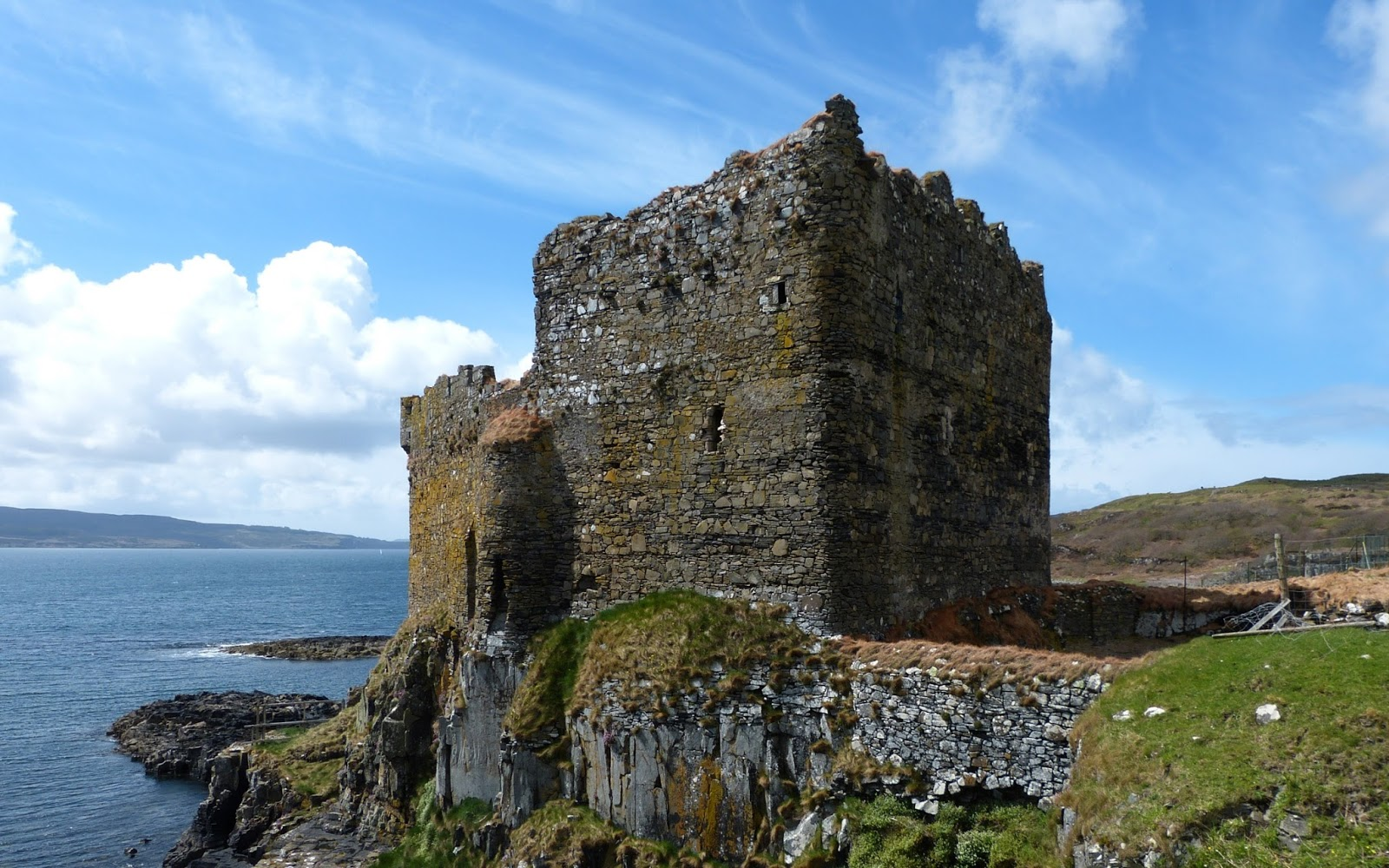
Le château de Mingary.

Ardnamurchan a l'une des plus grandes concentrations de personnes parlant gaélique écossais. La péninsule a aussi sa propre équipe de shinty, Ardnamurchan Camanachd.

## Faune et flore
On trouve sur la péninsule des espèces rares telles que le chat sauvage, la martre des pins, l'aigle royal et le pygargue à queue blanche.
Ardnamurchan est largement considéré par beaucoup de ceux qui la visitent comme l'une des régions naturelles les plus spectaculaires de la côte écossaise. La région est tout à fait sauvage et préservée. Le plus beau de tout est peut-être Point of Ardnamurchan, à la pointe extrême ouest de l'île de Grande-Bretagne.

## Personnages célèbres
- Le poète Alasdair mac Mhaighstir Alasdair est originaire d'Àird nam Murchan.
- L'un des plus célèbres natifs d'Ardnamurchan est l'accordéoniste Fergie MacDonald.

### Référence
- (en) Cet article est partiellement ou en totalité issu de l’article de Wikipédia en anglais intitulé « Ardnamurchan » (voir la liste des auteurs).